# Physciaceae
Famille
Les Physciaceae (Physciacées) sont une famille de champignons ascomycètes. Il s’agit dans tous les cas de lichens, c'est-à-dire de champignons lichénisés, associés ici à des algues vertes, le plus souvent du genre Trebouxia. Le thalle est d’apparence très variable, le plus souvent foliacé, mais également encroûtant ou fruticuleux. Outre les genres qui y sont traditionnellement classés, les Physciasceae regroupent pour l’instant les représentants des deux anciennes familles des Buelliaceae et des Caliciaceae — au total 44 genres et plusieurs centaines d’espèces — bien que ce regroupement reste matière à débat.

## Liste des genres
Selon Outline of Ascomycota—2009 :
- Acolium
- Acroscyphus
- Amandinea
- Anaptychia
- Australiaena
- Buellia
- Calicium
- Coscinocladium
- Cratiria
- Culbersonia
- Cyphelium
- Dermatiscum
- Dermiscellum
- Dimelaena
- Diploicia
- Diplotomma
- Dirinaria
- Gassicurtia
- Hafellia
- Heterodermia
- Hyperphyscia
- Hypoflavia
- Mischoblastia
- Mobergia
- Monerolechia
- Phaeophyscia
- Phaeorrhiza
- Physcia
- Physciella
- Physconia
- Pyxine
- Redonia
- Rinodina
- Rinodinella
- Santessonia
- Sculptolumina
- Stigmatochroma
- Sphinctrinopsis
- Tetramelas
- Texosporium
- Thelomma
- Tholurna
- Tornabea
- Tylophoropsis

## Galerie des genres

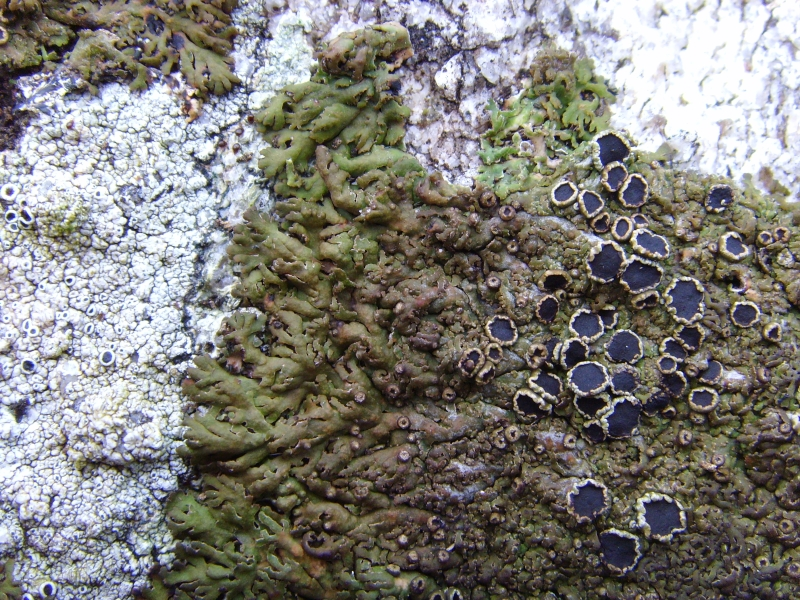
Anaptychia runcinata
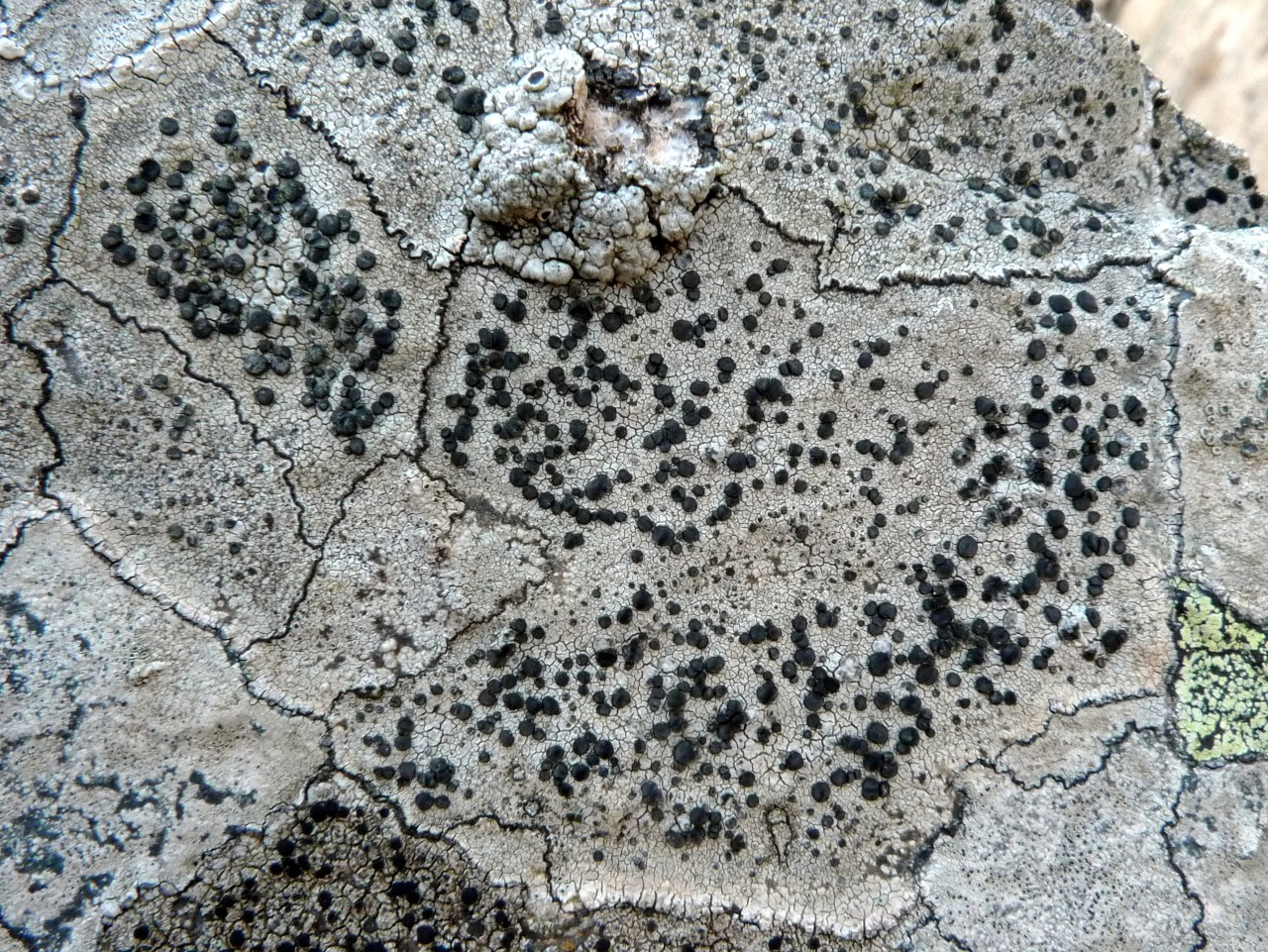
Buellia subdisciformis
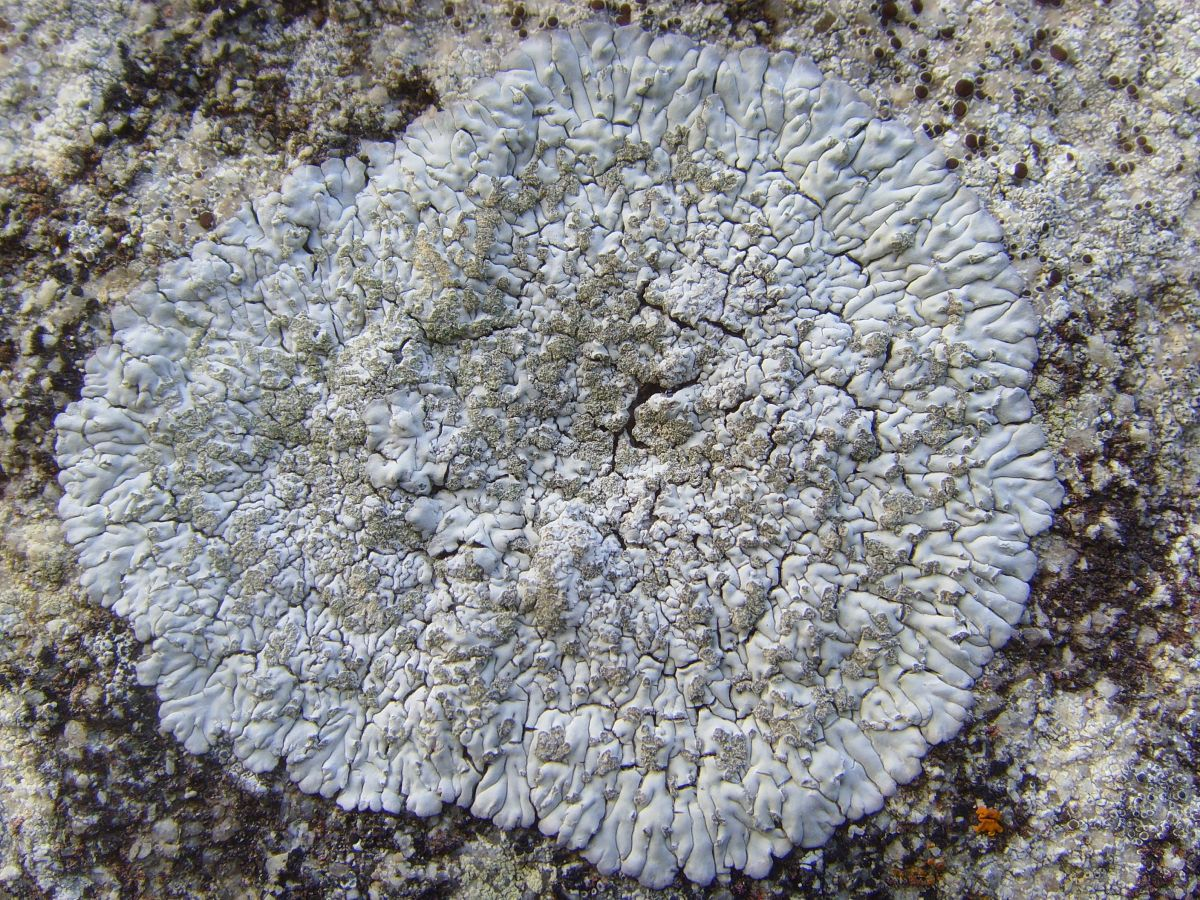
Diploicia canescens
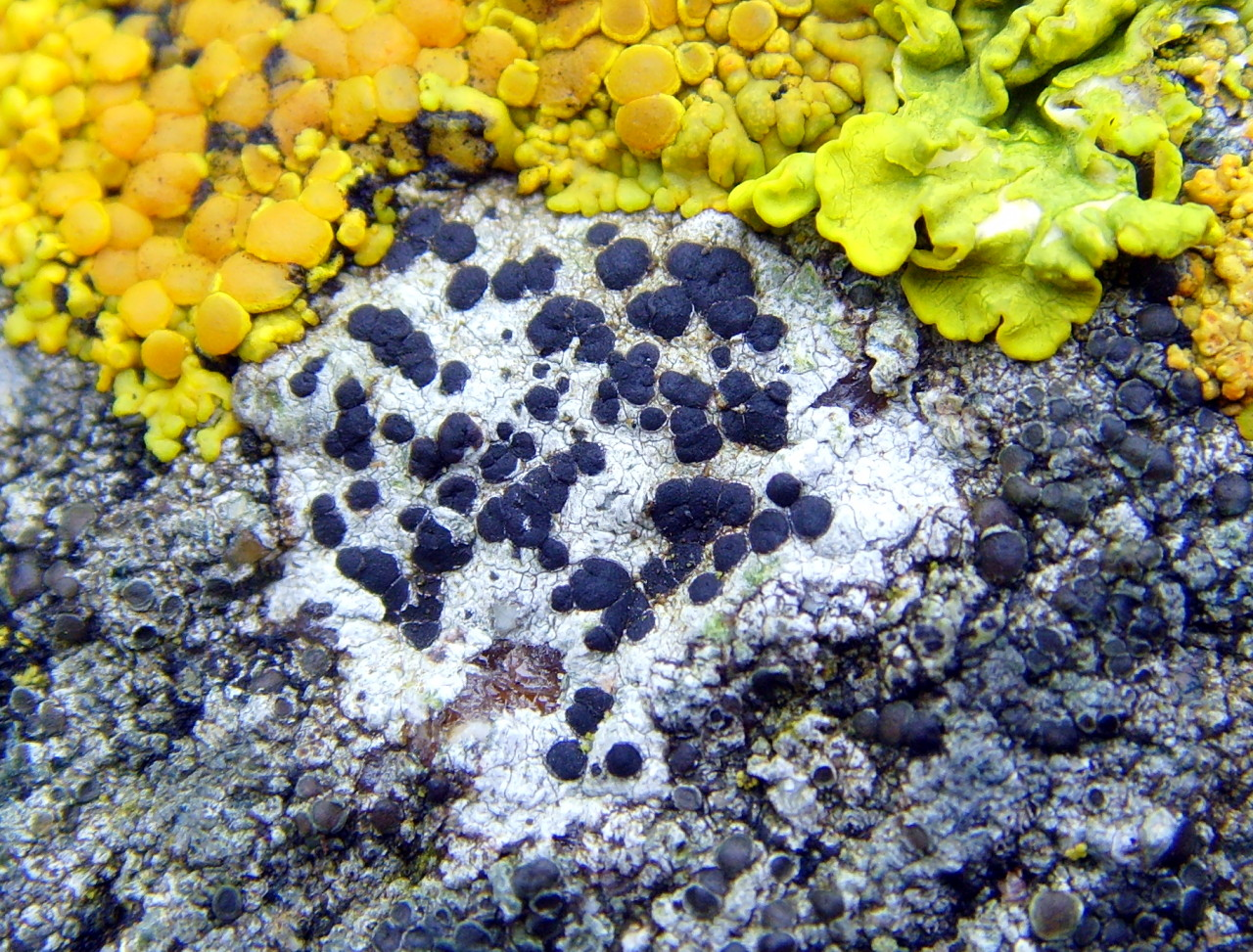
Diplotomma chlorophaeum
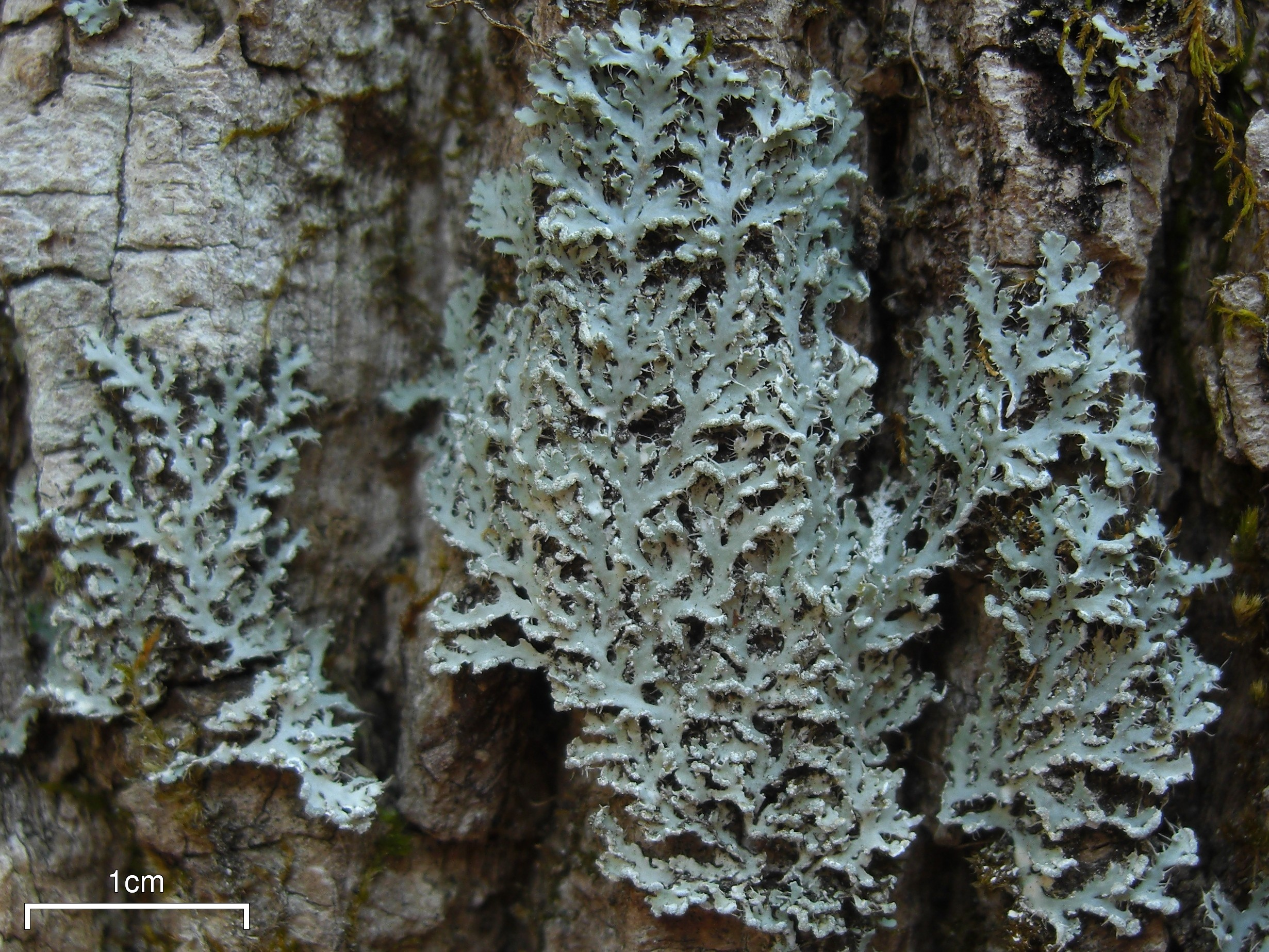
Heterodermia speciosa
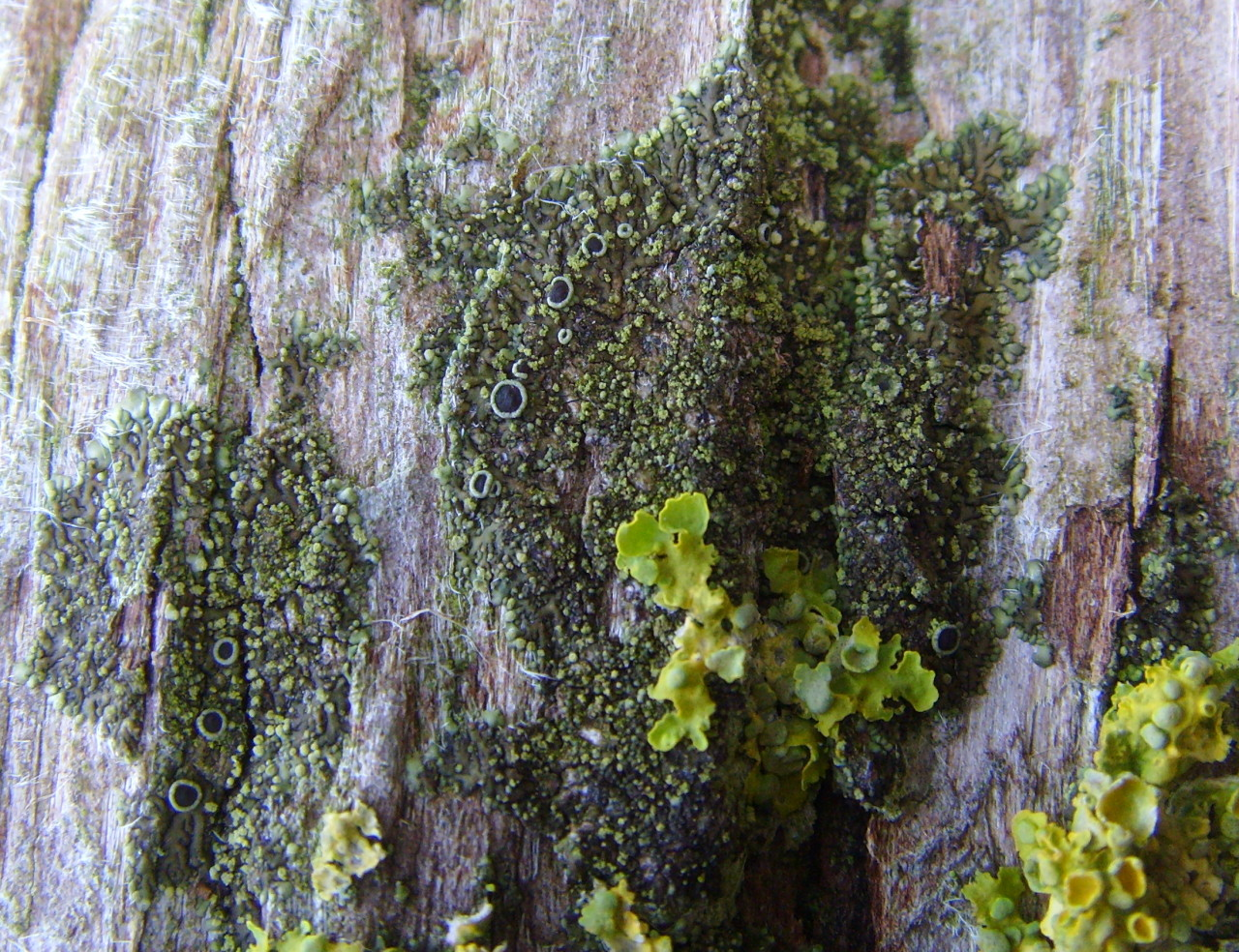
Hyperphyscia adglutinata
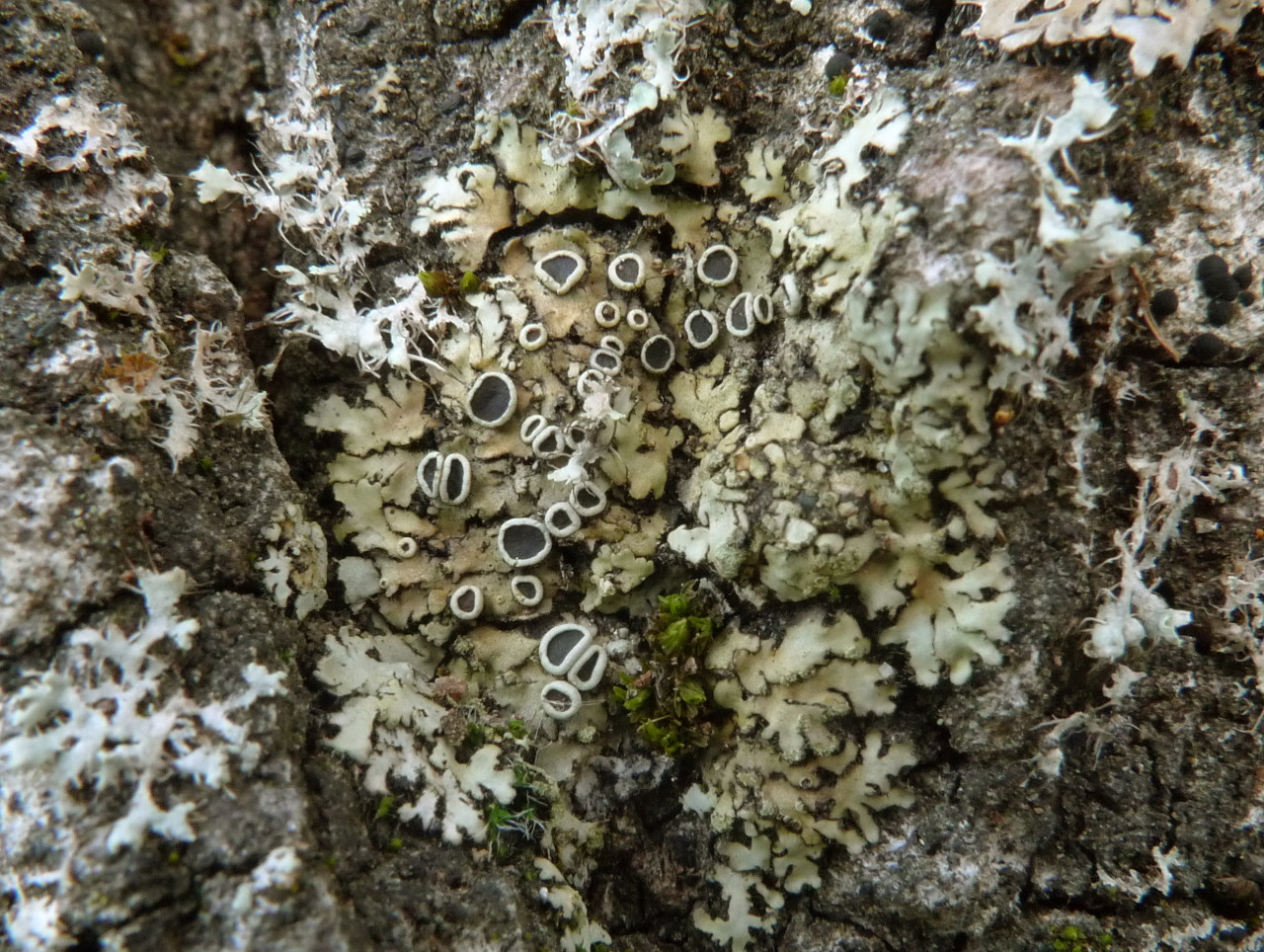
Phaeophyscia ciliata
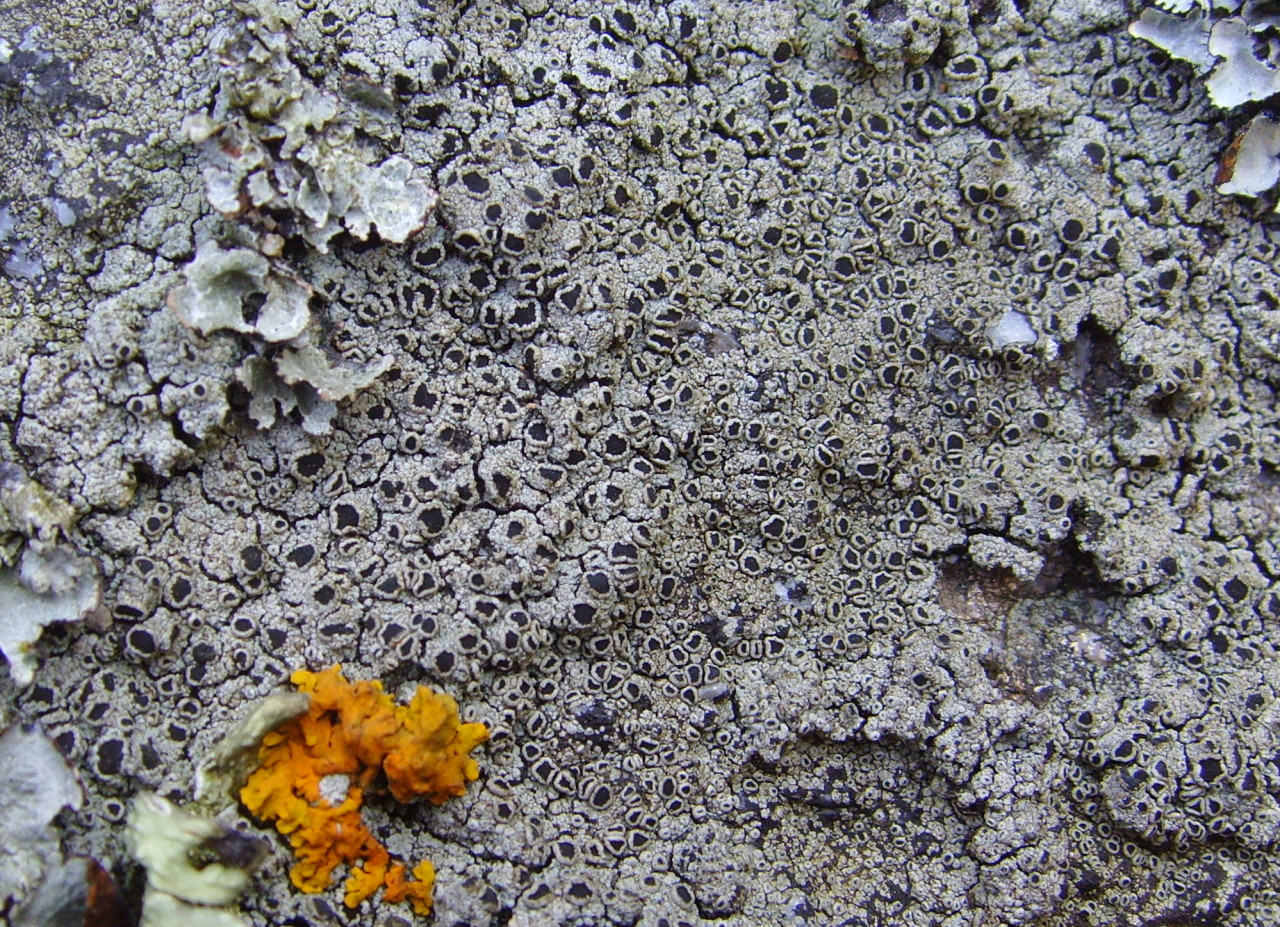
Rinodina beccariana
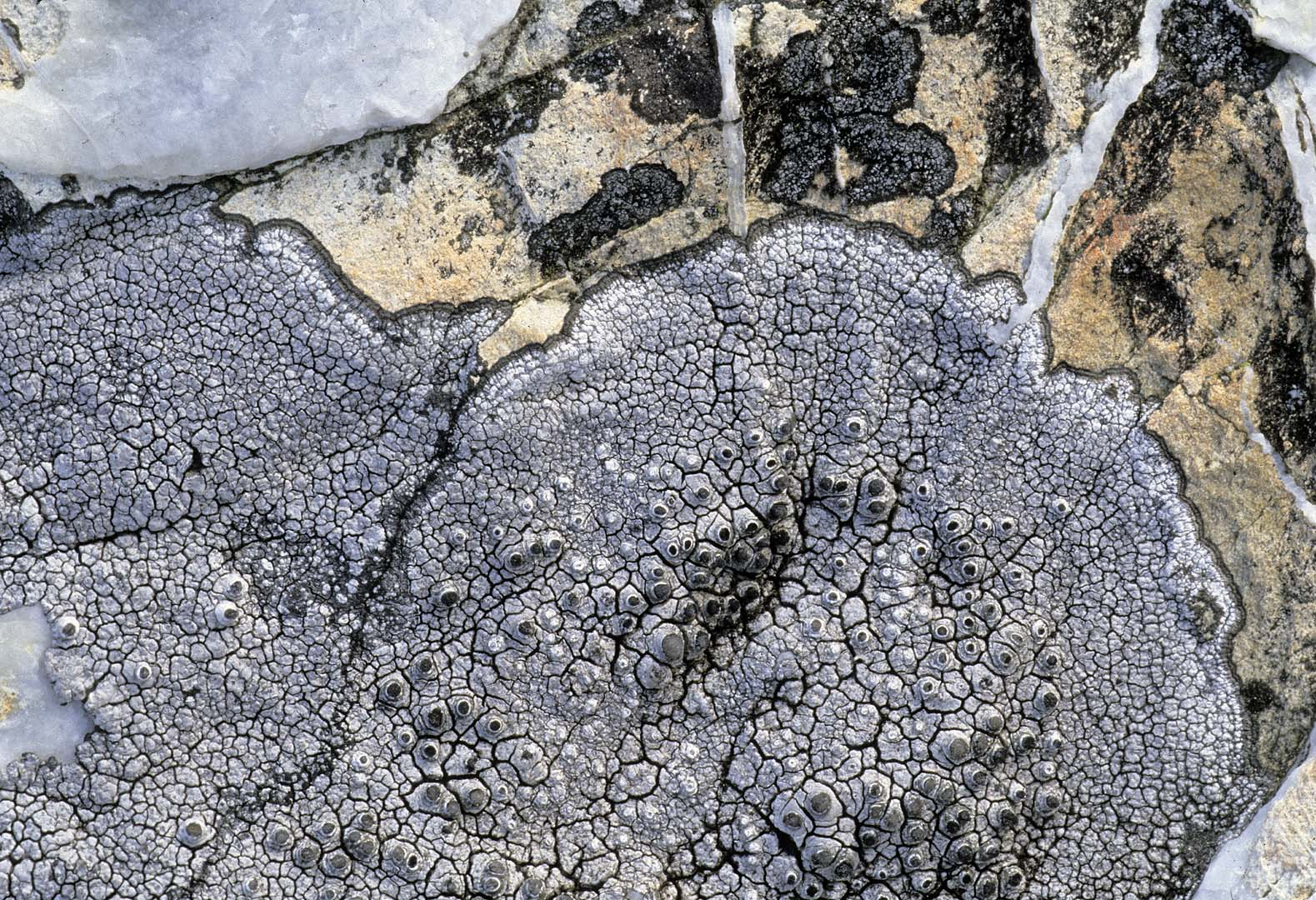
Thelomma mammosum

## Utilisation
- Biomonitoring spatio-temporel de la pollution de l'air, par exemple par les métaux lourds[4]; 
On a par exemple suivi les concentrations de 9 métaux lourds bioaccumulés par Phaeophyscia hispidula (Ach.) Moberg en Inde. Des échantillons prélevés dans 12 sites différents de la ville de Dehradun (Uttarakhand) ont été analysés. Ils ont révélé une concentration (pour le total des métaux) la plus élevée en centre-ville (42,505 μg/g). La concentration maximale en plomb (Pb) était de 12,433 µg/g[4]. La même espèce dans un site témoin et de référence car moins exposé (forêt de Nalapani) contenait pour le total des 9 métaux une charge environ 40 fois moindre (1,873 μg/g), avec néanmoins quand même 66,6 µg/g de plomb. Comparé aux mêmes analyses faites en 2004 et 2006, ce biomonitoring a montré une aumgentation considérable de la pollution de l'air de Dehradun city, principalement attribuée à la pollution routière qui en 5 ans a fortement augmenté[4].